# نبرد فارسال
نبرد فارسال یا نبرد فارسالوس، (به انگلیسی: Battle of Pharsalus)، (به لاتین: Acie Pharsalica)، (به یونانی: Μάχη του Φάρσαλος)، نبرد نهایی منجر به پیروزی قطعی سزار در سلسله جنگ‌های داخلی موسوم به جنگ داخلی سزار بود. در روز نهم اوت سال ۴۸ پیش از میلاد، در فارسال در مرکز یونان، ژولیوس سزار و متحدانش در مقابل ارتش جمهوری روم به فرماندهی پومپه صف‌آرایی نمودند. پمپه پشتیبانی اکثریت سناتورها را داشت که بسیاری از آن‌ها از اپتیمات‌ها بودند. افراد سپاه پُمپه به‌طور قابل ملاحظه‌ای بیش از سپاهیان سزار بودند. دو سپاه طی چند ماه تردید، عدم قطعیت و بلاتکلیفی با یکدیگر مواجه شدند. ژولیوس سزار در موقعیتی بسیار ضعیف‌تر از پمپه بود. او خود و سپاهیانش را تنها، جدا افتاده و در محاصره در محیطی خشن و وحشی و در سرزمینی غریب با ۲۲٬۰۰۰ نفر جنگجو و کمبود تدارکات می‌یافت، در حالی که در سوی دیگر رودخانه با پمپه که دارای سپاهی حدوداً دو برابر سپاه او بود؛ روبرو بود. پمپه خواهان تأخیر جنگ بود؛ چراکه می‌دانست دشمن در اثر گرسنگی و خستگی، نهایتاً تسلیم خواهد شد. پمپه نهایتاً تحت فشار سناتورهای حاضر در سپاه و افسرانش، با اکراه تن به درگیری داد و دچار شکستی سخت و کوبنده گردید و نهایتاً با مخفی کردن هویت خود به عنوان شهروندی عادی گریخت؛ هرچند که بعداً در سرزمین مصر تحت سیطرهٔ امپراطوری بطلمیوسی به فرمان بطلمیوس سیزدهم به قتل رسید.